# 德茜蕾·克拉里
德茜蕾·克拉里（Désirée Clary，1777年11月8日—1860年12月17日）是瑞典及挪威王后，在瑞典取名德茜德里亞（Desideria），丈夫是瑞典及挪威國王卡爾十四世（三世）·約翰。她出生於法國平民家庭，曾一度與拿破崙·波拿巴訂婚。

## 家庭和早年
德茜蕾·克拉里出生於法國馬賽，父親是絲綢商人弗朗蘇瓦·克拉里，母親是弗朗蘇瓦第二任妻子弗朗蘇瓦斯·蘿絲·索米。德茜蕾的姐姐茱麗·克拉里與後來的那不勒斯國王約瑟夫·波拿巴結婚，兄長尼古拉·約瑟夫·克拉里獲封為第一代克拉里伯爵。她一生都跟娘家很親密。
法國大革命前，德茜蕾入讀通常社會上流人士入讀的修院學校，但修院學校在1789年爆發的大革命期間全數關閉。1794年，父親去世。兄長尼古拉被革命政府拘捕後，德茜蕾請求約瑟夫·波拿巴釋放尼古拉，之後約瑟夫認識了她的家人，並與茱莉結婚。德茜蕾也認識了約瑟夫的弟弟拿破崙·波拿巴，二人於1795年4月21日訂婚；但兩人最終因分隔兩地沒有結果。
1795至1797年間，德茜蕾和母親同住於熱那亞。然後，她前往羅馬，跟姐姐茱莉和當法國駐羅馬大使的姐夫約瑟夫同住。德茜蕾曾打算跟法軍將領萊昂納爾·迪福（Léonard Duphot）結婚，可是在婚禮前，迪福就死於1797年12月的羅馬暴動。

## 貝爾納多特夫人
回到法國後，她邂逅了法國將領讓-巴蒂斯特·貝爾納多特，二人於1798年8月17日結婚。婚約上訂明，德茜蕾得到財政獨立。1799年，她在巴黎誕下獨子奧斯卡。拿破崙稱帝後，貝爾納多特成為法軍一員元帥，只有很少時間留在巴黎，夫妻倆分別過着不同的生活。
德茜蕾跟波拿巴皇族要好，也和約瑟芬皇后的關係不錯，所以她拒絕在約瑟芬和波拿巴兄弟之間的衝突中偏向任何一方。1804年約瑟芬皇后加冕典禮上，德茜蕾負責牽著約瑟芬的裙裾；同樣負責牽裙的波拿巴姐妹試圖令皇后跌倒出糗，但德茜蕾堅持扶好約瑟芬。
雖然丈夫長期不在身旁，但她在巴黎過着舒適的社交生活，儼如宮廷的一份子。一般認為她跟意大利人安傑·卡伊佩（Ange Chaippe）有一段戀情。1804至1805年，貝爾納多特出任漢諾威總督，德茜蕾帶着兒子搬到漢堡，但她從不喜歡住在巴黎以外的地方，不久就回到巴黎了。貝爾納多特在1806年獲封為蓬特科沃親王，德茜蕾擔心要離開巴黎，但她獲准留在巴黎。1807年，她到斯潘道探望丈夫。
德茜蕾不熱衷於政治，但她擔當丈夫和拿破崙溝通的橋樑；貝爾納多特總是希望德茜蕾能說服拿破崙，拿破崙也希望德茜蕾能成功勸服夫婿。
1810年，瑞典欽差大臣卡爾·奧托·莫爾奈以「奇貨可居」為由，決定立貝爾納多特為瑞典王位繼承人，貝爾納多特拜瑞典國王為義父，在瑞典易名為卡爾·約翰。德茜蕾起初以為其夫婿無論官拜瑞典王儲或官拜蓬特科沃親王都差不多，都可以讓她留在巴黎，但之後她發現這次她要離開了。

## 王儲妃
1810年，德茜蕾首次踏足瑞典，但無法適應宮廷的繁瑣禮儀。王后和其他宮廷成員都不很尊重她，但太后卻很喜歡她。王后覺得德茜蕾恃寵生驕，行為欠端莊；德茜蕾的朋友經常慫恿她事無大小都抱怨，使她更不受歡迎。她無法適應瑞典的嚴冬，十分討厭下雪，也從沒想過當王后，更不想離開家人。
1811年，她以「哥得蘭女公爵」之名，離開瑞典返回巴黎，對外宣稱是因健康問題。她跟丈夫和兒子分別12年，隱姓埋名地居住在巴黎，以避免瑞典和法國交惡造成的尷尬局面。然而，秘密警察經常監視德茜蕾在安茹路（rue d'Anjou）的居所，也偷看她的信件。拿破崙在1814年戰敗後，德茜蕾在家中收留姐姐茱莉。貝爾納多特曾到巴黎探望她，但沒有把她帶回瑞典。法王路易十八的宮廷雖然嘲笑德茜蕾傲慢自負，但容許她擁有自己的小宮廷。她在1816年打算返回瑞典，但貝爾納多特不許她帶同姐姐同行，因為茱莉是波拿巴皇室成員，會使人誤會瑞典支持失勢的拿破崙。
德茜蕾決定繼續住在巴黎，貝爾納多特安排間諜，監視她有沒有做出會影響到他的事。

## 王后

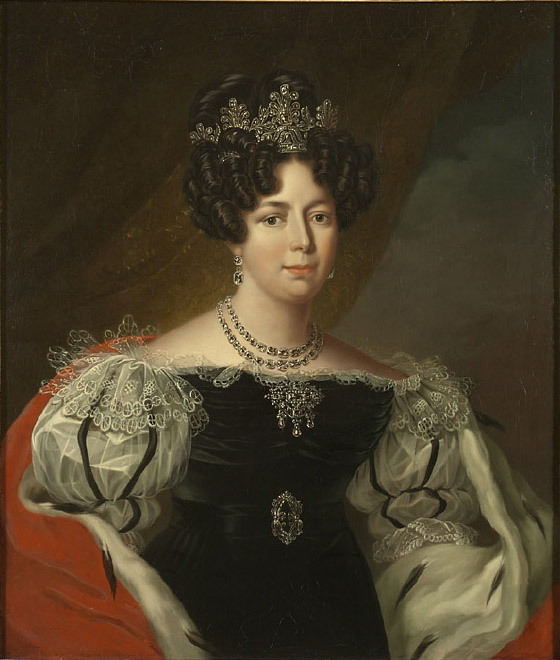
德茜德蕾亞王后

1818年，貝爾納多特登基為瑞典及挪威國王，稱卡爾十四世·約翰和卡爾三世·約翰。德茜蕾繼續住在巴黎，但她的健康理由則受到當地報章和她的訪客質疑。縱然德茜蕾仍然自稱女公爵，但她每逢星期四、日都會以瑞典王后身份接見客人。卡爾十四世·約翰在瑞典納了瑪麗安娜·科斯庫爾（Mariana Koskull）為妾；德茜蕾也愛上了法國首相迪普萊西，並隨他到處旅遊。迪普萊西在1822年去世後，德茜蕾在亞琛與兒子奧斯卡見面。
1823年，她和兒媳洛伊希滕貝格的約瑟芬一起回到瑞典，原本只打算短暫逗留，但最終長住了下來。1829年8月21日，她如願以償，加冕為瑞典王后。她也想在挪威加冕，但挪威人以她的宗教為理由拒絕了。事實上，她並不虔誠，但兒媳說服她參與彌撒和告解。德茜蕾是瑞典二百多年來第一位平民王后，前任平民王后是1568年的卡琳·蒙斯多塔。雖然她從不想當王后，但她努力當個好王后。1830年，宮廷經常舉辦舞會和派對，比古斯塔夫三世在位時還要多；德茜蕾很快就厭倦了，提出要返回法國，但卡爾十四世·約翰不從。德茜蕾從來沒有任何政治影響力，也從未受宮廷歡迎。
德茜蕾夏季住在羅薩斯堡宮或卓寧霍姆宮（卡爾十四世卻不喜歡這宮殿），經常到瑞典各溫泉，也去過挪威幾次。她的行為常令宮廷驚訝，例如她每天早上穿着睡袍，出現在跟大臣開會的國王面前。由於德茜蕾在晚餐時經常遲到，卡爾十四世也喜歡獨自進膳，1826年後夫婦倆就沒有一起用膳了。
她身邊保留着法國侍從。她未曾學習瑞典語，但有不少有關她嘗試說瑞典語的趣聞。

## 寡婦

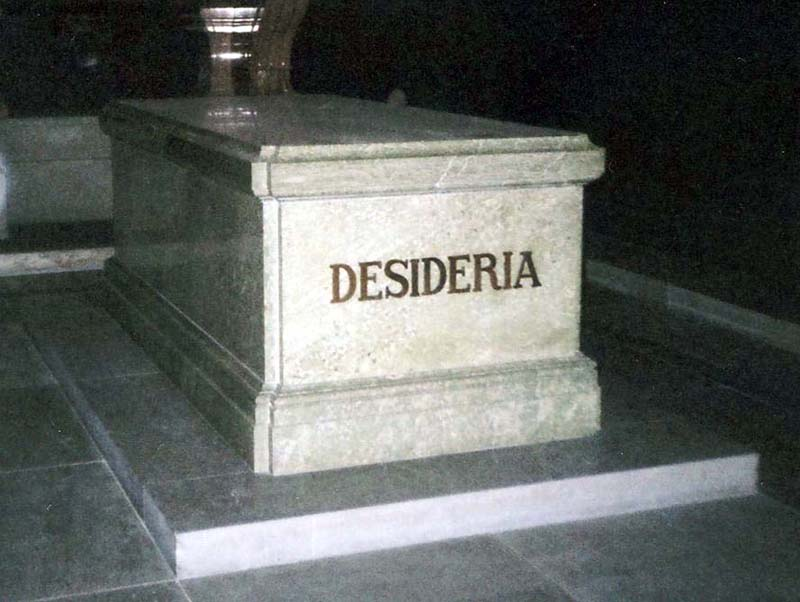
德茜德蕾亞在騎士島教堂的石棺

卡爾十四世·約翰於1844年逝世，德茜蕾的兒子奧斯卡繼位為瑞典及挪威國王奧斯卡一世。德茜蕾在1853年想回到巴黎，但她害怕乘船，故沒有成行。喪夫之後，她的行為越來越古怪了——早上睡覺，黃昏起床，晚上吃早餐。有一則軼事是這樣的：王宮的一個守衛深夜巡邏時，發現德茜蕾王后穿着整齊，在陽台上流連。守衛說妻子太懶散了，應該學習王后般早起床——但事實是德茜蕾當時根本還沒有睡覺，她會睡至中午才起床。她喜歡突然探訪別人，有時也會把街上的孩童帶到王宮內，給他們糖果。
有傳言說她會夜間在街上駕馬車，以致常常會把市民弄醒，也有時會在路上停下來，稍睡一會才繼續前行。她也喜歡駕車繞着王宮走。1860年12月17日，她去了皇家歌劇院的包廂，但歌劇表演剛好完結了；她在當天稍後去世，享年83歲。